# Rafel Bauçà
Rafel Bauçà (Mallorca, 1778 – Nizhni Nóvgorod, Rússia, 6 de maig de 1828) va  ser un enginyer de camins balear.
Cosí del maquinista i artesà Bartomeu Sureda, es traslladà a Madrid, on s'havia obert el 1802 l'Escola de Camins. Formà part de la primera promoció d'enginyers formada sota la direcció acadèmica de José Maria de Lanz i el patrocini polític i corporatiu d'Agustín de Betancourt. Ingressà a l'escola el novembre de 1802 i s'incorporà a la Inspecció de Camins el 10 d'agost de 1804. Com a primer ajudant va ser destinat a Lorca, on treballà en canals i regadius. El 1803 dirigí unes obres a Granada i al Soto de Roma, que no agradaren al Príncep de la Pau, Manuel Godoy.
L'esclat de la guerra contra els francesos, el 1808, no alterà la seva carrera, ja que va romandre adscrit a la Direcció de Camins de Madrid, vinculada al Ministeri de l'Interior i dirigida per José Maria de Lanz. El 1812 Lanz es va haver d'exiliar a França. Fos com fos, el 1816 el mallorquí Bauçà es trobava a Rússia, a Sant Petersburg, on Agustín de Betancourt, que hi residia des de 1809, l'havia cridat, juntament amb enginyers com Joaquín i Miguel Espejo, Agustín Monteverde i Joaquín Viado. Amb ells s'ajuntaren persones com el tinet coronell de cavalleria, liberal i maçó, Juan Van Halen, a qui Pio Baroja dedicà la novel·la "El oficial aventurero". Com va assenyalar Godoy a les seves memòries "Betancourt i Bauçà foren cridats per ornamentar la Rússia, tal com en les runes d'una gran ciutat enderrocada pels bàrbars se n'extreuen després, pels amants de les arts les estàtues mutilades i caigudes". A l'imperi rus Bauçà va ser el responsable de l'execució dels projectes inspirats i dissenyats per Betancourt. Entre les seves obres destaquen la Casa de la Moneda de Varsòvia, amb maquinària britànica i russa, i la Fira de Nizhni Nóvgorod, construïda entre 1818 i 1821. A Varsòvia va construir un pont penjat famós pel seu disseny.
El 1823, fos per cansament o per defensar-se de la caiguda en desgràcia davant el Tsar del seu amic i protector Betancourt, Bauçà va demanar poder retornar a l'estat espanyol a través d'una instància presentada a les Corts del Trienni Liberal, per la seva muller Josefa Sánchez. La petició fou acceptada i publicada a la Gaceta el 4 de març de 1823. Però l'inici de la Dècada Ominosa, amb el retorn de l'absolutisme borbònic, el va obligar a romandre a Rússia, on va morir el 1828.